# Far Cry 2
Far Cry 2 je FPS hra vyvinutá montrealskou pobočkou společnosti Ubisoft. Byla vydána 21. října 2008 v Severní Americe a 23. října 2008 v Evropě a Austrálii. V Česku hra vyšla 21. listopadu téhož roku. Vývojáři původní hry, Crytek, nebyli zapojeni do vývoje Far Cry 2. Crytek začal vytvářet Crysis a Ubisoftu zbyla licence na Far Cry, a proto začal vytvářet pokračování.
Far Cry 2 má s Far Cry málo společného. Ve hře jsou úplně nové postavy a nový styl hry, který dává hráči větší svobodu k prozkoumání velmi realistické africké krajiny. Hra se odehrává ve fiktivním moderním africkém státě ve stavu anarchie a občanských válek. Hráč má za úkol najít a zavraždit „Šakala“, smutně proslulého obchodníka se zbraněmi.

## Herní mechanismy

### Hra
Příběh má otevřený konec. Hrdina může plnit úkoly pro jednu či více frakcí podle toho jak to uzná za vhodné, rychlostí a v pořadí jaké si hráč se určí, může si vybrat z celé řady vozidel, k dostání se na místo jeho zájmu. Hráč může hrát styly od bezhlavých útoků až po tichý stealth postup. Hra se odehrává v rozlehlé africké krajině, terén se pohybuje v rozmezí mezi savanou a džunglí. Velikost herní plochy je 50 km².
Hráčovy činy také mohou mít trvalý vliv na pozdější události: například v jedné z misí musí hráč sabotovat plynovod ve vlastnictví jedné z frakcí, kterou je čerpána čerstvá voda z jezera do sousední země, výměnou za zbraně a střelivo. Poté, co hráč zničí plynovod, včetně místa jeho další mise – takže ji nemůže vykonat.
Nepřátelé jsou lidští žoldáci. Sci-fi tvory, jako jsou Trigeni, z Far Cry tu nejsou. Ve hře je také dynamický systém počasí, se systémem „den-noc“ a různé povětrnostní podmínky, jako jsou bouře a silné větry. V denní době také ovlivňuje chování AI, pokud jde o jeho ostražitost a agresivitu. V noci je lehčí přepadnout vojáky, ale vojáci vás pronásledují mnohem agresivněji než ve dne. Jedna minuta v reálném čase je pět minut ve hře.

### Zbraně
Hráč má také přístup k velkému arzenálu zbraní. Mezi ně patří:
- AR 16 (mladší sestra pušky M16)
- Útočná puška AK 47
- Útočná puška G3
- Výsadkářská puška FN FAL
- Brokovnice Homeland
- Brokovnice SPAS 12
- Brokovnice USAS 12
- Odstřelovačka M1903A4 Springfield
- Odstřelovačka Dragunov SVD
- Odstřelovačka Accuracy International AS50
- Puška na šipky
- Granátomet Milkor MGL-140
- Granátomet M79
- Pistole Makarov
- Pistole Colt Model 1911
- Pistole Desert Eagle
- Pistole na světlice
- Samopal MP5
- Samopal Uzi
- Samopal MAC-10
- Kulomet M249 SAW
- Kulomet PKM
- Pancéřovka RPG-7
- Pancéřovka Carl Gustav
- Plamenomet LPO-50
- Minomet

### Fortunes Pack
Přídavek ke stažení, který obsahuje 3 nové zbraně, 2 nová vozidla, několik nových multiplayerových map.

#### zbraně
- upilovaná dvouhlavňová brokovnice (slot vedlejší zbraň)
- brokovnice s tlumičem (slot hlavní zbraň)
- kuš na výbušné šípy (slot speciální zbraň)

#### vozidla
- čtyřkolka
- nákladní auto upravené pro vojenské účely

### Vozidla
- Buggina
- Jeep Wrangler
- Jeep Liberty
- Osobní auto Datsun
- Loď do bažin
- Rybářská loď
- Rogalo
- Nákladní auto

### Realismus
Hra má realistické vlastnosti, jako dříve zmíněné opotřebovávání zbraní a dynamický systém počasí. Dále hráč může využívat kapesní (pravděpodobně GPS) navigační systém, který si postava dává do každého dopravního prostředku. Když je hráč blízko smrti, musí provést první pomoc, například, musí vyndat kulky z těla, když ho zasáhnou kulky nebo uhasit na sobě oheň. Poškození vozidla je řešeno podobně. Hráče také trápí malárie. Každých 30 až 40 minut v reálném čase, hráč musí vzít pilulku za účelem boje s následky nemoci. Pokud hráč vyčerpá léky, on nebo ona bude muset udělat jednoduchou misi s cílem získat více léků. Hráčova reputace se stále zvyšuje a zvyšuje, a proto je stále těžší získat léky.
Zbraně také nejsou stále v ideálním stavu. Při delším používání se začnou zasekávat a dokonce mohou vybouchnout v ruce.
Ve Far Cry 2 je několik druhů volně žijících živočichů africké přírody, se kterými může setkat ve hře, a jsou schopny odvrátit pozornost nepřítele, jakož i jejich povědomí o přítomnosti hráče. Všechna velká zvířata ve hře jsou pasoucí se býložravci, jako je zebra, pakůň, gazela, buvol, impala a přímorožec.

### Editor map
Far Cry 2 editor map byl navržen speciálně pro snadné používání. To zahrnuje funkce, jako je snadno zvýšení / snížení terénu a použití textur. V editoru jsou tisíce objektů včetně vozidel, budov, mostů a dalších. Nicméně, zbraně (s výjimkou namontované zbraně), nemohou být umístěny na mapách. Objekty v editoru jako jsou budovy a stavby jsou vzaté ze hry, díky čemuž je mapa soubory menší. To znamená, že nahrávání a stahování map je snadné a rychlé.

### Engine
Ubisoft vyvinul nový engine speciálně pro Far Cry 2, tzv. Dunia, tedy „svět“, „země“ nebo „živé“ v perštině, ale také se používá v mnoha jazycích, včetně arabštiny, sanskrtu, bengálštiny, hindštiny, indonéštiny, kurdštiny, turečtiny, malajštiny, maráthštiny, pandžábštiny, urdštiny, gudžarátštiny, marvárštiny a svahilštiny.
Engine Dunia zodpovídá za realistické prostředí, speciální efekty, jako jsou dynamické šíření ohně, zničitelné objekty, reálný denní cyklus, dynamický hudební systém a pokročilou AI nepřátel.
Engine využívá možnosti vícejádrových procesorů a podporuje rozhraní DirectX 9 i DirectX 10. Pouze 2 nebo 3 procenta původního CryEngine kódu je znovu použito, podle Michiel Verheijdta, Product Managerera Ubisoftu pro Nizozemsko. Kromě toho je Dunia méně náročná než CryEngine 2. Podporuje také technologie amBX od společnosti Philips.

## Příběh
Far Cry 2 opouští science fiction aspekty svého předchůdce ve prospěch více realistickému zážitku. Hra se odehrává v roce 2008 v malém, fiktivním státě. Vláda nedávno padla, a vznikly dvě frakce soupeřící o nadvládu. Na válku se Spojenou frontou pro osvobození a práci (UFLL, vedená Addiem Mbantuwem, bývalým vůdcem opozice) se chystá Aliance pro populární odpor (APR, vedená Oliverem Tambossou, náčelníkem štábu pro bývalou vládou). Obě strany tvrdí že jim jde o dobro národa ale ukázaly jen bezohlednost, zabíjení a chamtivost. Obě strany si najaly mnohé zahraniční žoldáky, aby zvýšili své síly během konfliktu. Nedávné vyčerpání národních diamantových dolů uvrhlo stát do dalších problémů, obě strany opouštějí cizí žoldáci.
Cílem hráče je najít a zavraždit Šakala - obchodníka se zbraněmi, který prodává zbraně pro obě strany konfliktu. Hráč musí pro splnění tohoto cíle použít všechny prostředky.

### Hlavní postavy
V roce 2021 bylo potvrzeno, že Jack Carver, hlavní hrdina z prvního dílu, je Šakal, tím se potvrdily dřívější spekulace. V pokračování si hráč vybere z devíti různých charakterů, každý s unikátním vzhledem a minulostí. Jsou to Frank Bilders, Marty Alencar, Paul Ferenc, Andre Hyppolite, Warren Clyde, Yosip Idromeno, Xianyong Bai , Quarbani Sinch a Hakim Echebbi. Na začátku hry se vyberete jednu postavu. Ostatní postavy ale nezmizí, ale zůstávají ve hře a budou vám pomáhat, zadávat mise apod. Například když mu zachráníte život v nějaké přestřelce, tak on vám potom také pomůže když se dostanete do potíží. Také vám mohou upravovat mise které dostanete od APR a UFLL.

### Výbava
Při hře vám budou pomáhat tyto věci:
- Mapa a GPS navigace: Ve většině her je mapa na kraji obrazovky nebo v menu. Ve FC2 si mapu musíte vytáhnout. V orientaci vám pomáhá i GPS navigace.
- Mobilní telefon: Přes mobil vám budou volat kámoši, domlouvat schůzky a upravovat úkoly.
- Dalekohled: Klasický dalekohled, kterým můžete pozorovat nepřátelská stanoviště.
- Budík: Když se chcete v safehousech probudit v určitý čas, tak si nastavíte budík.
- Nářadí: Tím můžete opravovat poničené auto, které vám zničili při přestřelce.
- GPS: Navigace GPS vám pomáhá s orientací po mapě, když jedete v nějakém dopravním prostředku.
- Injekce: Injekcemi si můžete doplňovat zdraví.

## Multiplayer
Multiplayer ve Far Cry 2 obsahuje řadu prvků ze singleplayeru (jako je požár) a většinu zbraní. Online zápasy mohou hrát maximálně 16 hráčů.

### Mody
Hra obsahuje tři mody:
- Deathmatch: Všichni jsou proti všem a musíte zabít víc hráčů než vaši protivníci.
  - Team Deathmatch: Verze Deathmatche, kde jsou hráči rozděleni do týmů.
- Capture the Diamond: V tomto modu musíte z nepřátelské základny ukrást diamant a donést ho do své základny.
- Uprising: V této variaci na VIP mod musíte pomoci jednomu z vás (kapitánovi), který má za úkol obsadit tři body na mapě. Potom stačí když někdo zabije nepřátelského kapitána.

### Třídy
V multiplayeru je k dispozici šest tříd:
- Komando je určeno pro standardní boj na krátkou a střední vzdálenost a používá samopaly. Má k dispozici útočnou pušku HK G3KA4, pušku AK-47 , výsadkářskou puška FN-FAL, pistoli Star .45, granátomet M79, 2 Molotovovy koktejly.
- Odstřelovač se specializuje v dálkovém boji (ostřelování). Jeho zbraněmi jsou odstřelovačky Springfield M1903A4, SVD Dragunov, AS-50, pistole Makarov, pistole na světlice a granáty M-67.
- Střelec poskytuje těžkou palebnou sílu. Proto používá hlavně kulomety PKM a M249 SAW, raketomet Carl Gustav, pistole American Eagle, samopal MAC-10, Molotovův koktejl
- Sabotér využívá stealth postup. V jeho výbavě je puška na šipky s jedem, samopal MP5 s tlumičem, útočná puška AR-16 se zaměřovačem, pistole Makarov 6P9 s tlumičem, improvizované výbušniny, Molotovův koktejl.
- Partyzán se specializuje pro boj na krátkou vzdálenost. Jeho zbraně: brokovnice Ithaka Homeland 37, USAS-12 a SPAS 12, samopal MAC-10, improvizované výbušniny a Molotovův koktejl.
- Rebel používá Plamenomet LPO-50, raketomet RPG-7, MGL-140 samopal UZI, pistoli Makarov a granáty M-67.

Každá třída si může vybrat vhodnou primární zbraň a boční zbraň (výbušniny, frag granáty nebo Molotovovy koktejly). Hráči jsou schopni odemknout další a další zbraně v každé třídě, a to za diamanty. Diamanty získáte za zkušenosti prostřednictvím zkušenostních bodů za zabíjení ostatních hráčů a dokončení cílů. Potenciální upgrady pro jednotlivé zbraně do třídy zahrnují provoz manuálů, příruček pro údržbu a bandoliers.
Multiplayer vám umožní získat prostřednictvím zabíjení nepřátelských hráčů diamanty. Můžete se dostat až na 30. rank.

### Mapy
V MP je 7 základních map od Ubisoftu. Jsou to:
- Dirty Work
- Last Bastion
- Love Shack
- Crude Awakeing
- Far Cry
- Sand Blasted
- Riot Control

### Stahovatelný obsah
Dne 21. listopadu 2008 oznámil UbiSoft Fortune Pack, který zahrnuje tři nové zbraně - kuši, dvouhlavňovou brokovnici a nehlučnou brokovnici; několik vozidel, včetně nákladních vozů a ATV, a řadu nových multiplayerových map. Fortune Pack je nyní k dispozici na Xbox Live Marketplace a PlayStation Network, nebylo potvrzeno, jestli bude uvolněn pro PC.